# Classe Commencement Bay
La classe Commencement Bay è stata una classe di 19 portaerei di scorta costruite per la United States Navy durante la seconda guerra mondiale negli Stati Uniti (35 portaerei furono pianificate, ma 16 furono cancellate). Come altre portaerei di scorta, anche queste portaerei erano basate su scafi di navi mercantili, questo caso su scafi di petroliere progettate dal MARCOM e convertite in navi da guerra. Simili alle portaerei di scorta della classe Sangamon, con le quali condividevano il medesimo scafo, esse furono l'ultima classe di portaerei di scorta prodotta per la United States Navy; dopo la seconda guerra mondiale, esse furono impiegate nella guerra di Corea, per poi essere dismesse o riclassificate negli anni 1950 e '60.

## Navi
| U.S. Navy - classe Commencement Bay | U.S. Navy - classe Commencement Bay | U.S. Navy - classe Commencement Bay | U.S. Navy - classe Commencement Bay | U.S. Navy - classe Commencement Bay | U.S. Navy - classe Commencement Bay | U.S. Navy - classe Commencement Bay | U.S. Navy - classe Commencement Bay |
| Nomi precedenti                     | Nome                                | Nomi successivi                     | Impostata                           | Varata                              | Commissionata                       | Decommissionata                     | Destino                             |
| ----------------------------------- | ----------------------------------- | ----------------------------------- | ----------------------------------- | ----------------------------------- | ----------------------------------- | ----------------------------------- | ----------------------------------- |
| St. Joseph Bay                      | USS Commencement Bay (CVE-105)      | CVHE-105 AKV-37                     | 23 settembre 1943                   | 9 maggio 1944                       | 27 novembre 1944                    | 30 novembre 1946                    | riclassificata nel 1955             |
|                                     |                                     |                                     |                                     |                                     |                                     |                                     |                                     |